# John Addington Symonds
John Addington Symonds (Bristol, 5 ottobre 1840 – Roma, 19 aprile 1893) è stato un critico letterario, poeta e storico dell'arte inglese, noto per il suo lavoro sul Rinascimento italiano, oltre che per numerose biografie di artisti e scrittori, come Michelangelo e Walt Whitman, e per essere stato il primo scrittore significativo in Gran Bretagna che ha trattato dell'omosessualità.
Tra il 1889 e il 1891 ha scritto un'autobiografia, Memoirs, pubblicata postuma, che rappresenta una fonte storica primaria, il resoconto più dettagliato del desiderio omosessuale, della vita erotica e dei sentimenti provati per altri uomini, da parte di un autore dell'età vittoriana.
Symonds fu uno dei pionieri nello studio dell'omosessualità, e un sostenitore dell'amore omosessuale e pederastico, delle relazioni paritarie tra persone dello stesso sesso; si riferì ad esso, similmente a Oscar Wilde, come l'amour de l'impossible (amore dell'impossibile).

## Biografia
John Addington Symonds nacque a Bristol il 5 ottobre 1840, figlio di Harriet Sykes (1808/9-1844) e John Symonds (1807-1871), un facoltoso medico proveniente da una famiglia da oltre cinque generazioni legata a questa professione, autore di Criminal Responsibility (1869), The Principles of Beauty (1857) e Sleep and Dreams (1851).
All'età di quattro anni, a seguito della morte della madre per scarlattina, il piccolo John crebbe con le sue tre sorelle, sotto le cure della zia materna, ma soprattutto sotto l'influenza del padre, che gli trasmise l'amore per l'arte greca e italiana.

### Formazione

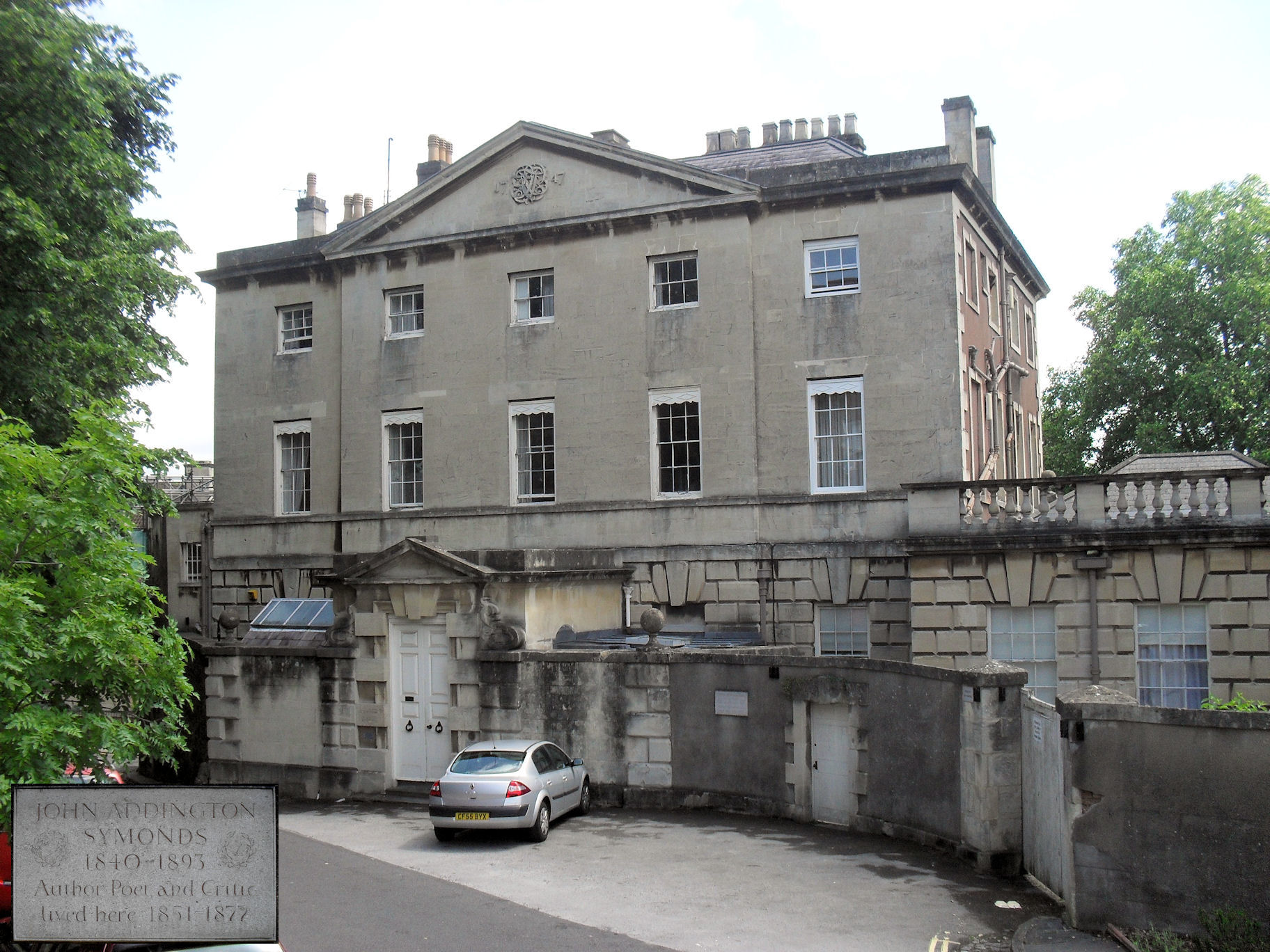
Clifton Hill House, Clifton, Bristol

Di salute cagionevole, sofferente di incubi notturni e sonnambulismo, il giovane Symonds, già da tempo introdotto allo studio del latino grazie agli insegnamenti del nonno, all'età di otto anni iniziò a prendere lezioni da un precettore privato a Clifton, il reverendo William Knight. Nel 1851 i Symonds cambiarono residenza, trasferendosi da Berkeley Square alla sontuosa villa di Clifton Hill, meta d'incontro di personaggi illustri, politici e artisti: per l'undicenne John rappresentò il passaggio dall'infanzia alla fanciullezza.

#### Harrow College (1854-1858)
Nel 1854, all'età di tredici anni, John venne iscritto all'Harrow College, dove rimase per quattro anni, durante i quali non brillò molto, né per risultati scolastici, né per i legami di cameratismo stabiliti con gli altri studenti; egli si disse inorridito dallo "stato morale" della scuola, dove imperavano forme diffuse di bullismo sessuale, brutalità, rapporti omoerotici epurati da ogni sentimento e fondati sulla sopraffazione.
Diviso tra disgusto e attrazione, tra "un sé interiore e reale e un sé esteriore e artificiale", nelle sue Memorie Symonds confessò di aver provato fin dall'infanzia un desiderio erotico per persone del suo stesso sesso e di averlo vissuto con inquietudine, senza riuscire a placarlo.
Nel gennaio 1858, durante l'ultimo anno di permanenza ad Harrow, l'ambivalenza con cui guardava alle relazioni omosessuali intrattenute dai suoi compagni del college, da lui ascritte ad una fase di "immaturità fanciullesca", conobbe un ulteriore sviluppo, a seguito di un fatto di cui venne a conoscenza: il suo amico Alfred Pretor gli confessò di avere una relazione con il preside Charles John Vaughan, un uomo di chiesa "incaricato del benessere di seicento giovani". Nel 1859 Symonds, consigliato dall'amico John Conington, avrebbe messo al corrente il padre di questa relazione, e questi avrebbe costretto Vaughan a dimettersi dal suo incarico di preside, ostacolando, finché restò in vita, anche la sua successiva carriera. Il giovane Symonds, con cui Pretor avrebbe rotto ogni rapporto, respinse l'accusa di slealtà mossagli dall'amico, e si giustificò affermando che la faccenda gli era sfuggita di mano.

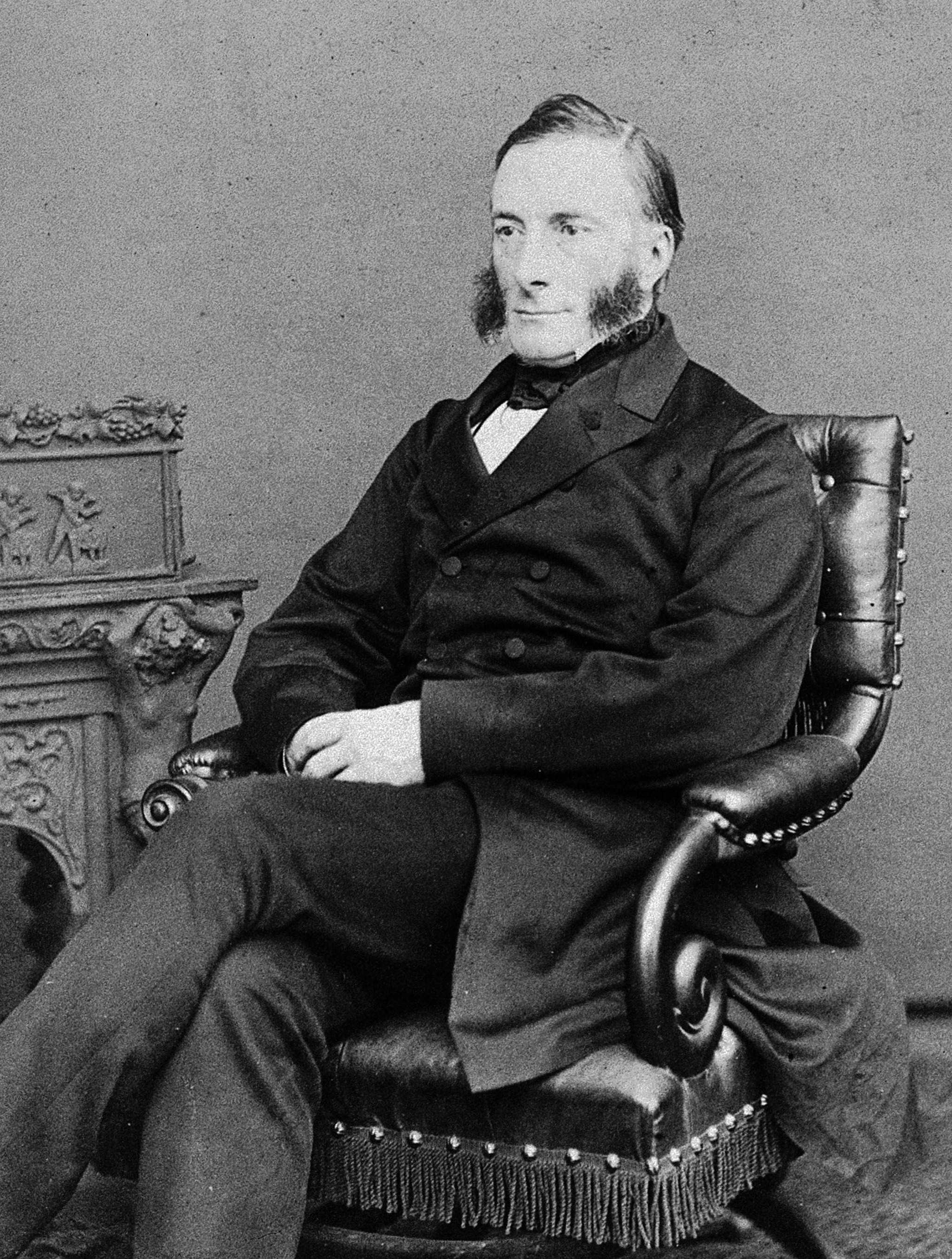
John Addington Symonds (1807-1871), il padre di John Addington Symonds (1840-1893)

Qualche mese dopo aver appreso della relazione di Pretor con il preside della scuola, Symord si immerse negli studi dei classici greci e di Platone. La lettura del Fedro gli aprì un nuovo orizzonte, decisivo per il suo futuro, facendogli scoprire come gli antichi greci riconoscessero, senza bandirlo, il desiderio rivolto a persone dello stesso sesso: «Qui nel Fedro e nel Simposio - nel mito dell'Anima e nei discorsi di Pausania, Agatone e Diotima - ho scoperto finalmente il vero liber amoris, la rivelazione che aspettavo, la consacrazione di un idealismo a lungo coltivato. [...] Per la prima volta vedevo la possibilità di risolvere in un'armonia pratica le dissonanze dei miei istinti innati. Percepii che l'amore maschile aveva la sua virtù oltre che il suo vizio, e sotto questo aspetto si trovava sullo stesso terreno del normale appetito sessuale».
Erano premesse importanti che avrebbe poi ripreso nei suoi studi successivi, approfondendole dal punto di vista dell'analisi storica e medico-psicologica, come nel settimo capitolo di A Problem in Modern Ethics (1891) e in Sexual Inversion (1897), alla cui scrittura collaborò con Havelock Ellis.
Finita la scuola e fatto ritorno a Clifton nel marzo 1858, Symonds si innamorò per la prima volta di un ragazzo, un giovane corista, Willie Dyer, intravisto durante una messa nella Cattedrale di Bristol, che lo colpì in maniera particolare per la bellezza della sua voce: "Lo stretto vicolo cieco in cui mi ero imbattuto a Harrow, e dal quale non c'era scampo, sembrava ora espandersi negli spazi infiniti dell'esperienza libera e liberale". La mattina in cui lo incontrò, dopo avergli dato un primo appuntamento, venne da lui elevata a data di nascita "del mio vero io".
Symonds Intrecciò con Dyer una casta storia d'amore che durò circa un anno, cessata su richiesta del padre, con il quale, dopo questo intervento, i rapporti si fecero sempre più stretti: "Sono diventato un intimo amico di mio padre. Nessun velo è rimasto fra noi. Ha capito il mio carattere; ho sentito la sua simpatia e ho fatto affidamento sulla sua saggezza. Abbiamo unito i cuori, non solo come figlio e genitore, ma anche come uomini di diversi temperamenti ed età aspiranti alla vita superiore in comune."

#### Balliol e Magdalen College (1858-1863)
Nel novembre del 1858 Symonds ottenne una borsa di studio al Balliol College all'Università di Oxford, dove rimase fino a giugno del 1859. Qui conobbe i classicisti John Conington e Benjamin Jowett; con quest'ultimo, suo maestro, avviò un rapporto d'amicizia che durò tutta la vita. Molto impegnato negli studi, iniziò a dimostrare le sue capacità letterarie. Nel 1860 vinse il primo premio al concorso Mods promosso dall'università e nello stesso anno ricevette il Newdigate Prize per la poesia The Escorial.

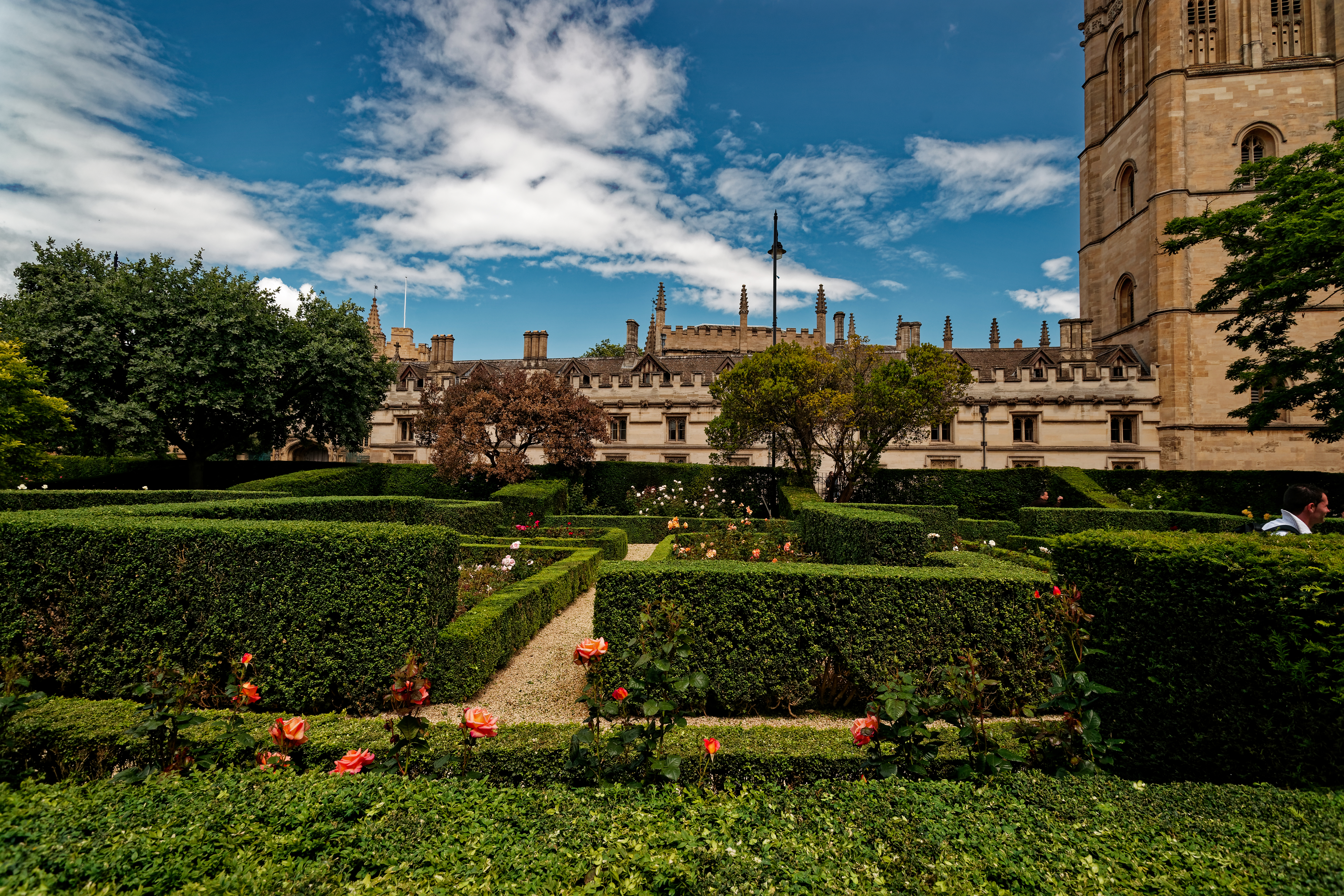
Magdalen College, Oxford

Nel 1862 entrò come Fellow al Magdalen College, dove nel 1863 vinse il Chancellor's English Essay con il saggio The Renaissance che anticipava l'opera che lo avrebbe impegnato e reso famoso negli anni successivi. In questo periodo si innamorò di un altro corista, Alfred Brooke, che gli fece nascere una passione diversa da quella vissuta con Dyer, "più intensa, irragionevole, toccante, allo stesso tempo più sensuale e più ideale". A causa della sua indecisione, del conflitto fra il desiderio provato e l' "ideale di purezza nella condotta", il rispetto per il padre e il timore dell'"opinione del mondo", anche questa storia non ebbe né sviluppo né seguito.
Nel novembre 1862 fu coinvolto in un'altra vicenda che lo avrebbe particolarmente colpito: uno studente con cui aveva stretto amicizia, CGH Shorting, dopo aver saputo del suo nuovo lavoro al Magdalen, gli aveva chiesto di aiutarlo ad essere ammesso al college. Al rifiuto di Symonds, preoccupato delle conseguenze, Shorting aveva inviato una lettera all'amministrazione del college accusando di essere stato spinto dal suo insegnante a seguire quel percorso tortuoso che questi percorreva già da tempo, coltivando amicizie omosessuali. Sebbene Symonds fosse uscito indenne da queste accuse, lo stress causato da questa vicenda, unito alle dicerie che ne seguirono, compromise la sua salute. Nel 1863 i suoi nervi crollarono e per tre anni soffrì di una dolorosa infiammazione agli occhi che gli impedì di lavorare.

Uno dei medici più famosi del tempo, il dottor Spencer Wells, chirurgo della casa reale, collegò questa malattia alla repressione sessuale che lo stesso Symonds per anni si sarebbe inflitto, consigliandogli come cura il matrimonio. 

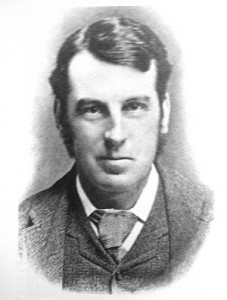
Norman Moor

### 1863-1869

#### Matrimonio
In questi anni Symonds mantenne un equilibrio precario nelle sue relazioni con gli uomini, imponendosi la rinuncia.
Durante i suoi viaggi in Europa, intrapresi per cercare un rimedio per la propria cattiva salute, soggiornò in Svizzera, dove conobbe Janet Catherine North. La coppia si sposò ad Hastings il 10 novembre 1864 e si stabilì a Londra. Dal matrimonio nacquero quattro figlie: Janet nata nel 1865, Charlotte nata nel 1867, Margaret (Madge) nata nel 1869 e Katharine nata nel 1875.
Lo studioso tentò di intraprendere nuovi studi di diritto, ma nel 1865 gli fu diagnosticata la tubercolosi e qualche anno dopo fu colpito da un nuovo esaurimento fisico e nervoso. 
Nel 1868, mentre era a Clifton, Symonds si innamorò di Norman Moor (1851-1895), un giovane studente in procinto di iscriversi a Oxford, di dieci anni più giovane di lui, che divenne suo allievo. Il loro rapporto durò circa quattro anni; la moglie di Symonds, quando venne a conoscenza delle preferenze sessuali del marito decise, di comune accordo con lui, di mantenere un matrimonio platonico.
Libero nelle sue scelte, Symonds viaggiò con Moor in Italia e in Svizzera, un periodo durante il quale scrisse numerose poesie, pubblicate in New and Old: A Volume of Verse (1880).

### 1870-1893
I problemi derivati dalla cattiva salute indussero Symond ad affidarsi sempre più alla scrittura come ambito di lavoro e possibilità di carriera. Negli anni settanta dell'Ottocento iniziò a produrre le sue maggiori opere. 

#### Studies in the Greek Poets(1872-1876)

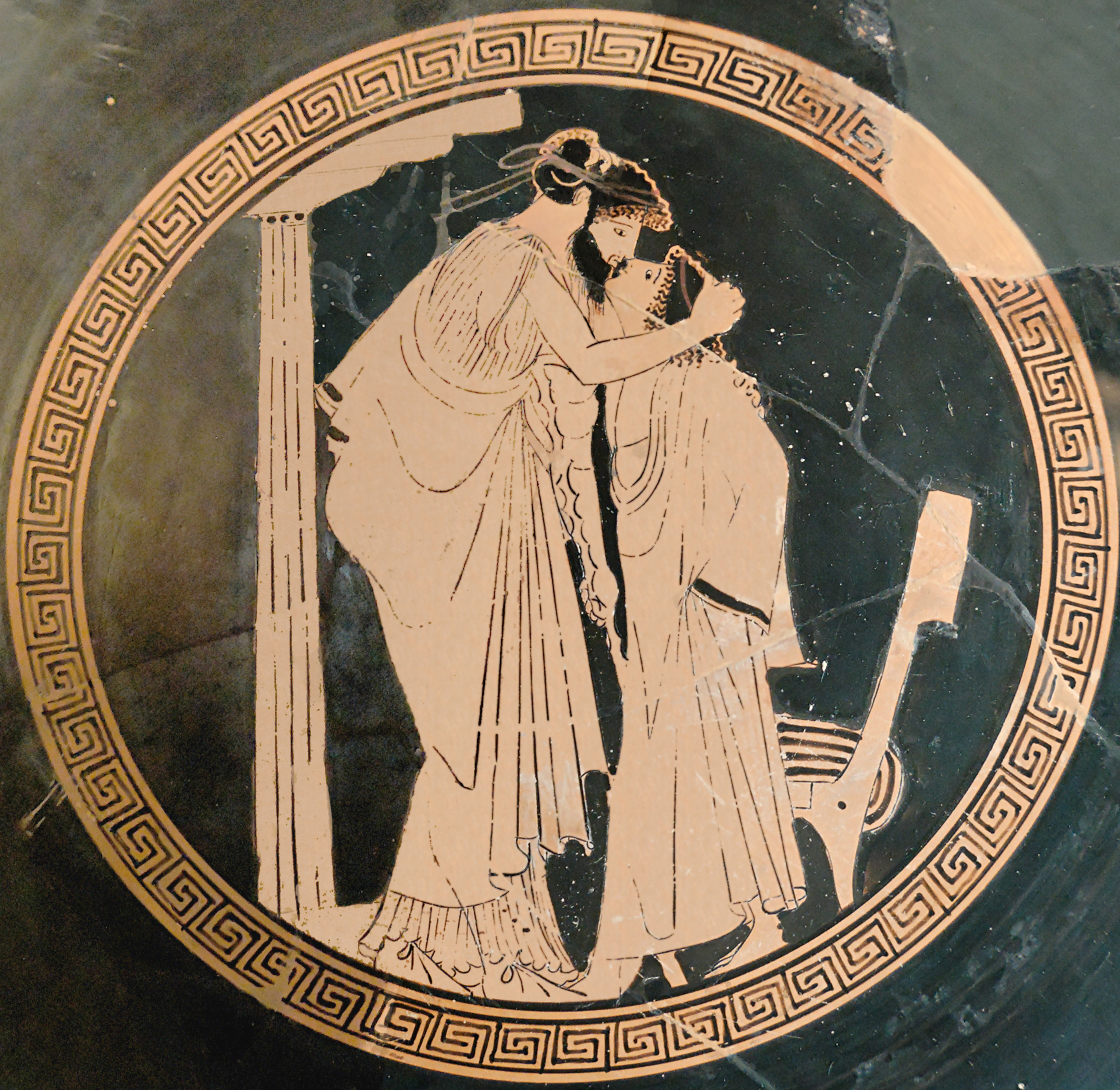
Bacio tra un eromenos (ragazzo) con un erastès (adulto), ca 480 a.C., Museo del Louvre

Nel 1872 scrisse Introduction to the study of Dante (1872) e l'anno successivo il primo volume di Studies in the Greek Poets, seguito nel 1876 dal secondo volume. Dedicata a H. G. Dakyns, un traduttore britannico del greco antico, l'opera, che lo rese noto nei dibattiti sull'ellenismo vittoriano, è uno studio sull'antica cultura greca. La sua analisi della morale greca, tuttavia, lo espose alle critiche del reverendo Richard St John Tyrwhitt, rettore di St Mary, che in un articolo sulla Contemporary Review del marzo 1877, avviò una campagna contro "il fascino della pedagogia platonizzante" che vedeva rappresentata da Symonds e Benjamin Jowett, teologo e docente di studi classici; le controversie insorte fecero decidere a Symonds nel 1876 di ritirare la sua nomina alla cattedra di poesia a Oxford.

#### A Problem in Greek Ethics(1873)
Nel 1873 lo studioso scrisse A Problem in Greek Ethics, rimasto inedito per un decennio, e stampato nel 1883 solo in dieci copie per la distribuzione privata. Ispirato dal rapporto con Norman Moor e dalla poesia di Walt Whitman, che lesse per la prima volta nel 1865 e con il quale ebbe una corrispondenza dal 1871 al 1893, rappresenta il primo trattato sul desiderio omosessuale maschile, un'analisi storicistica dell' "amore greco" in tutte le sue forme, compresa la pederastia (παιδεραστία), il rapporto tra un erastès (ἐραστής), o amante adulto e un erṑmenos (ἐρώμενος), l'amato adolescente, definita "un fenomeno sociale di uno dei periodi più brillanti della cultura umana, in una delle razze più organizzate e nobilmente attive tra gli antichi greci".
Con quest'opera e la successiva A Problem in Modern Ethics (1889), Symonds intendeva sviluppare un'analisi comparativa tra antichità e modernità, demonizzando la condanna con cui "l'amore greco" veniva considerato nella cultura e nella società britannica del tempo.

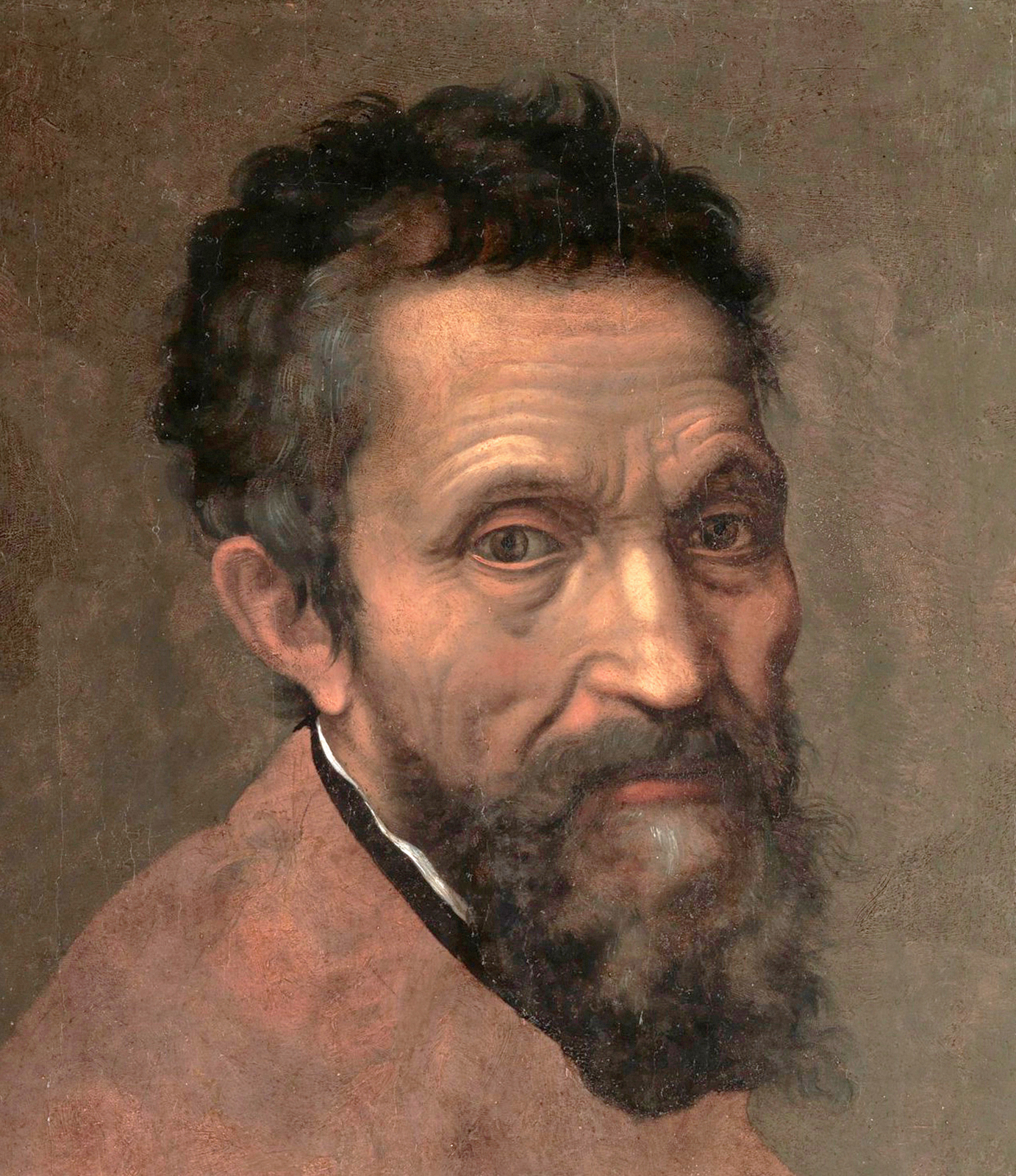
Michelangelo. Dipinto attribuito a Daniele da Volterra

#### Renaissance in Italy(1875-1886)
Tra il 1875 e il 1886 scrisse la sua opera principale, Renaissance in Italy, in sette volumi (The Age of the Despots, 1875; The Revival of Learning, 1877; The Fine Arts, 1877; Italian Literature, 2 vol., 1881; Catholic Reaction, 2 vol., 1886), il primo studio completo in inglese di questo periodo, che contribuì alla diffusione del lavoro di storici della cultura come Jules Michelet e Jacob Burckhardt tra i lettori di lingua inglese. Allo storico svizzero, a Hegel e Darwin si ispirò per affermare la sua concezione di progresso nella storia, contrapposta a quella cristiana sostenuta di Ruskin. Uno degli scopi perseguiti dall'opera era di trovare nel Rinascimento "le radici della percezione moderna che la sessualità è in armonia con la natura".

#### Trasferimento in Svizzera
Nel 1877, all'età di trentasette anni, il suo lavoro venne interrotto da una grave malattia che mise la sua vita in pericolo. La sua guarigione a Davos lo portò a credere che questo fosse l'unico posto dove avrebbe potuto godersi la vita. Decise quindi di trasferirsi in Svizzera, dove dal 1880 visse stabilmente, prima alloggiando all'Hotel Buol, poi nella sua casa di nuova costruzione; fece ritorno in Gran Bretagna solo due volte, per brevi periodi. Dopo la sua partenza dalla madrepatria, iniziò una nuova vita sessuale, portando a compimento i suoi desideri per altri uomini, in precedenza negati a se stesso.
A Davos partecipò attivamente alla vita della città, che divenne anche oggetto del suo Our Life in the Swiss Highlands (1891). Qui scrisse la maggior parte dei suoi libri: biografie di Percy Bysshe Shelley (1878), Philip Sidney (1886), Ben Jonson (1886) e Michelangelo (1893), diversi volumi di poesie e saggi, e una traduzione dell'autobiografia di Benvenuto Cellini. Nella sua residenza in Svizzera completò anche il suo studio del Rinascimento, l'opera per cui è principalmente ricordato.
Symonds nutriva una grande passione per l'Italia, e per molti anni, durante l'autunno, risiedette nella casa dell'amico Horatio Brown alle Zattere a Venezia, luogo di ritrovo della comunità anglofona. Dell'abitazione dell'amico Symonds aveva affittato nel 1883 un appartamento soppalcato nel quale soggiornava alcuni mesi all'anno; qui conobbe il gondoliere Angelo Fusato, di cui si innamorò e che gli restò vicino per tutta la vita; nel 1889 divenne il soggetto di un sonetto d'amore.

#### A Problem in Modern Ethics(1889)
Nel 1889 scrisse A Problem in Modern Ethics, stampato privatamente nel 1891, il primo studio psico-sociologico dell'omosessualità in lingua inglese, una critica alle tendenze del XIX secolo di "patologizzare la sessualità" attraverso nuove interpretazioni scientifiche.

#### Sexual Inversion(1892)

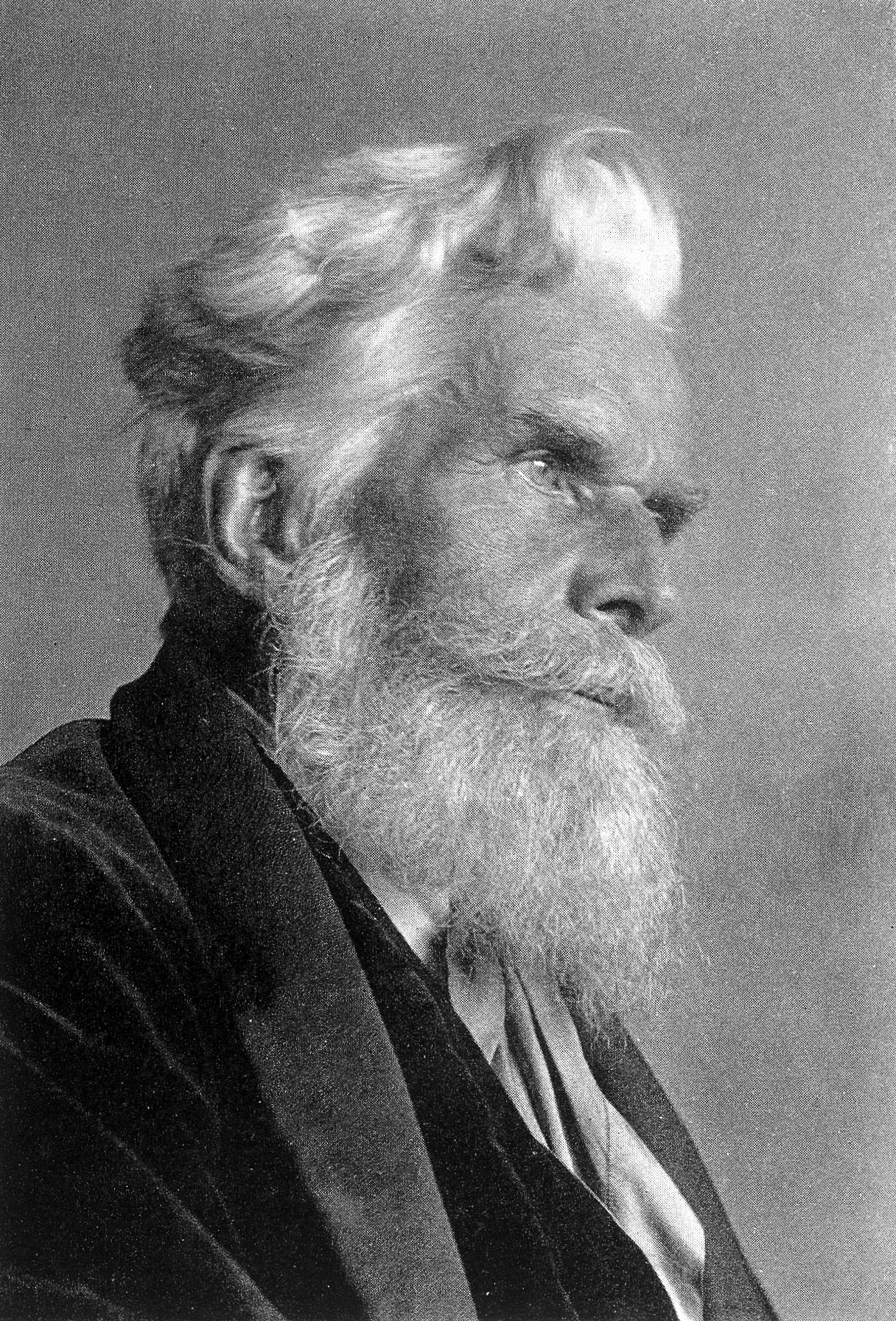
Ritratto di Havelock Ellis

Nel 1892 Symonds propose allo psicologo e scrittore Havelock Ellis di pubblicare una sua opera sull' "inversione sessuale", un argomento, a suo dire, trattato in modo errato e approssimativo da "patologi e professori di psichiatria", che ne ignoravano la vera natura. Considerato il primo studio medico sull'omosessualità, si distingueva dai precedenti perché metteva insieme "le motivazioni politiche degli attivisti per i diritti degli omosessuali (come Carpenter, Karl Heinrich Ulrichs e Symonds) con una valutazione dettagliata della sessuologia europea e americana, creando una nuova strategia nella scrittura sessuologica".
Sarebbe stato pubblicato postumo a Londra da Ellis nel 1897, con A problem in Greek ethics come appendice; tra i casi clinici raccolti, il caso XVIII, pp. 58-63, riguardava lo stesso Symonds. Le copie stampate sarebbero state tuttavia tolte dalla circolazione, acquistate dall'esecutore testamentario di Symonds, Horatio Brown, che intendeva evitare uno scandalo; egli proibì anche a Ellis di nominare Symonds come coautore di una parte dell'opera che stava pubblicando, Studies in the Psychology of Sex. vol. I. Sexual Inversion.

#### Morte
Le ultime opere che Symonds portò a compimento prima della sua morte, durante una fase di lavoro febbrile, furono una raccolta di scritti e poesie, In the Key of Blue (1893), e una monografia su Walt Whitman.
Nell'aprile del 1893, dopo aver presenziato ad alcune conferenze a Roma, Symonds si ammalò di influenza e il 19 aprile morì di polmonite nella sua camera d'albergo, assistito dal gondoliere veneziano Angelo Fusato. Fu sepolto nella capitale, vicino alla tomba di Percy Bysshe Shelley.
Nel 1895, su richiesta di della moglie Catherine, l'esecutore testamentario Horatio Brown pubblicò la prima biografia di Symonds, basata su lettere ed estratti dalle sue Memorie, brevemente commentati, da cui vennero omesse le parti riguardanti "le più intime rivelazioni di sé".

### Memoirs
ispirato dalle Memoirs of Count Carlo Gozzi (1890) da lui tradotte, Symonds iniziò la sua autobiografia nel 1889 e la proseguì fino alla sua morte, avvenuta nel 1893, lasciando disposizione al suo esecutore testamentario, Horatio Brown, di "salvarla dalla distruzione dopo la mia morte, e tuttavia di riservarne la pubblicazione per un periodo in cui non sarà dannoso per la mia famiglia". Lo scrittore era consapevole che l'editore che avesse osato pubblicarla sarebbe incorso in un procedimento giudiziario ai sensi dell'Oscene Publications Act 1857, che aveva reso un reato la vendita di materiale osceno; le persone nominate nel suo libro, inoltre, avrebbero potuto essere perseguite per omosessualità, secondo quanto previsto dalla Criminal Law Amendment Act 1885, la stessa utilizzata per incriminare e incarcerare Oscar Wilde.

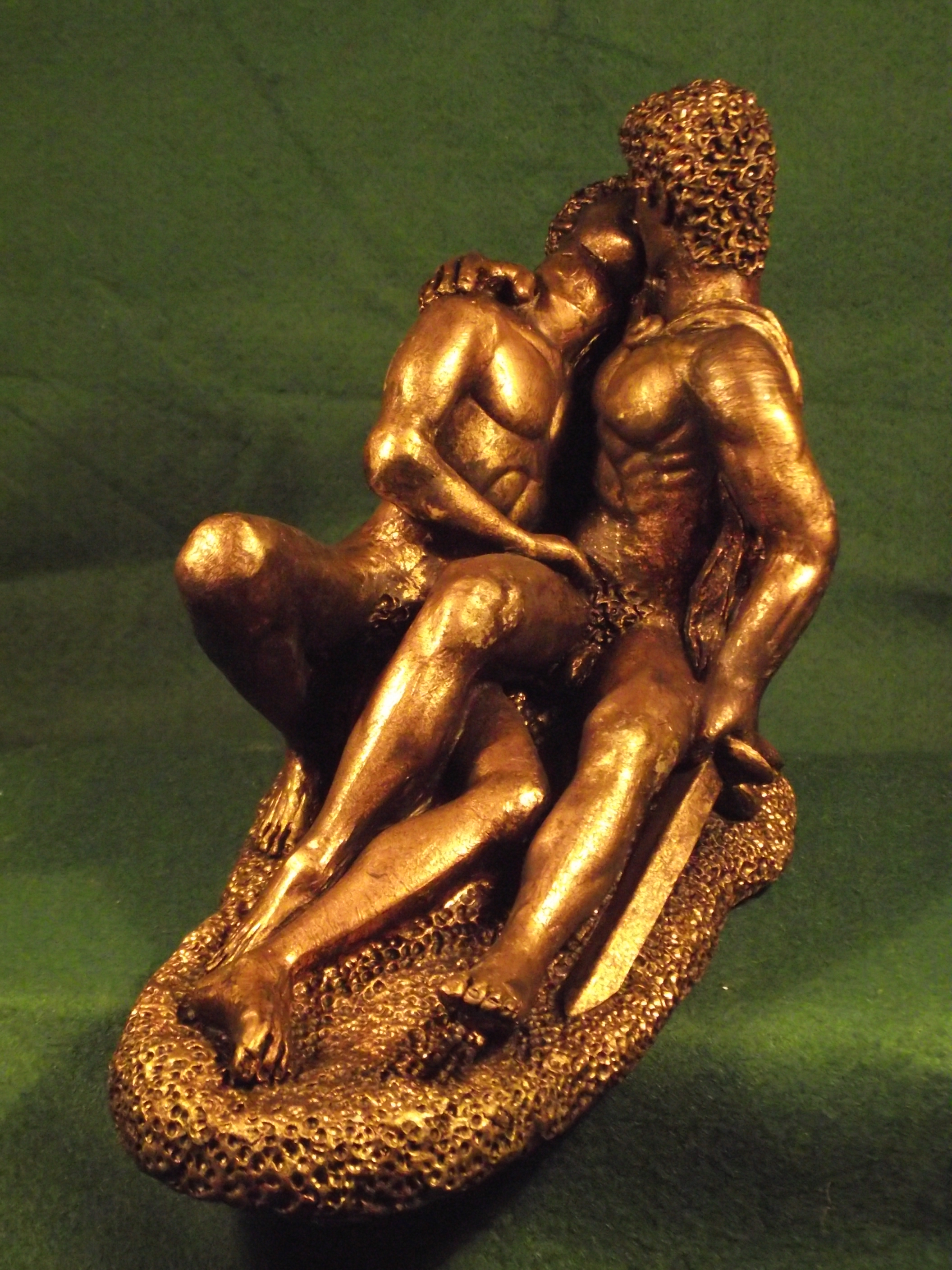
Eurialo e Niso

Nel 1926, alla morte di Brown, il manoscritto venne consegnato dal poeta e letterato britannico Edmund Gosse alla Biblioteca di Londra, del cui comitato faceva parte, con l'ordine di non pubblicarlo per cinquant'anni. L'embargo fu tolto solo nel 1976, come richiesto da Brown.
Pubblicata per la prima volta nel 1984 da Phyllis Grosskurth, rappresentava tuttavia due terzi dell'opera originale, decurtata di circa 50.000 parole, in gran parte riguardanti poesie omoerotiche, diari e lettere rivolte a ragazzi giovani come Alfred Brooke, o a materiali su Christian Buol.
Il testo integrale, uscito nel 2016, resta tuttavia un testo incompleto, sul quale l'autore stava ancora lavorando e mancante di documenti che per sua stessa ammissione egli avrebbe dovuto allegare. Come autobiografia della lotta personale e intellettuale di Symonds con il suo desiderio per altri uomini, viene considerato dagli studiosi un'importante testimonianza "dello sviluppo dei concetti di omosessualità nel periodo fin-de-siècle, e nelle vite letterarie dell'Ottocento".
L'opera va intesa non come una raccolta di eventi e di memorie, ma come uno studio psicologico cui lo stesso autore si sottopone: in una lettera all'amico Graham Dakyns nel marzo 1889, Symonds confessò di accingersi a scriverla con l'intento di "fornire dati veritieri per la storia psichica di un individuo", presentando se stesso come un caso di studio: "Non ho nulla da raccontare se non l'evoluzione di un personaggio stranamente costituito nelle sue qualità morali ed estetiche. Lo studio di questa evoluzione, scritto con il candore e la precisione di cui mi sento capace, sarebbe sicuramente interessante per gli psicologi e non privo di utilità".
Le Memorie seguono un ordine cronologico, scandito in diciotto capitoli con titoli che riassumono un periodo, indicano un personaggio (Norman, Alfred Brooke, Angelo Fusato), o fasi salienti della sua vita, dall'infanzia e il periodo trascorso a Clifton Hill House, alle prime fantasie sessuali durante la vita universitaria e il tentativo di vincerle attraverso il matrimonio, alla sua carriera di studioso, agli amori e ai viaggi a Venezia. Contengono tuttavia anche capitoli tematici sulla sessualità, lo sviluppo emotivo e intellettuale, il rapporto la religione.
Symonds è ritenuto lo scrittore dell'epoca che ha lasciato in eredità ai posteri il "resoconto dell'esperienza di uomo omosessuale che vive soggetto ai vincoli morali e legali della società del XIX secolo", l'esistenza di uno scrittore che pur non negando la propria sessualità, sentiva tuttavia di dover rispettare i vincoli stabiliti nei confronti della propria famiglia: sul letto di morte scrisse una lettera alla moglie nella quale, avvisandola di aver nominato H.F. Brown depositario delle sue opere, le diede facoltà di consegnargli i diari e i materiali conservati nella sua libreria, se lei lo avesse ritenuto opportuno, aggiungendo: "Lo faccio perché ho scritto cose che non vorresti leggere, ma che ho sempre ritenuto giustificate e utile per la società. Brown consulterà e non pubblicherà nulla senza il tuo consenso".
Symonds cercò di comprendere le proprie preferenze sessuali e di rendere socialmente legittimo il desiderio omosessuale esplorando e studiando i classici, l'arte, la cultura del Rinascimento, la storia antica e la sessuologia moderna. Pur sotto la minaccia di sanzioni penali e il pregiudizio medico e sociale, egli intese promuovere il cambiamento, anche confrontandosi con le sue contraddizioni, con l'atto dell'auto-rivelazione e dell'autoanalisi, rivelando apertamente la sua sessualità, convinto che anche il desiderio sessuale fosse uno degli aspetti della vita. La sua decisione di non distruggere questo suo "autoritratto" ne sarebbe una dimostrazione.

## Opere principali

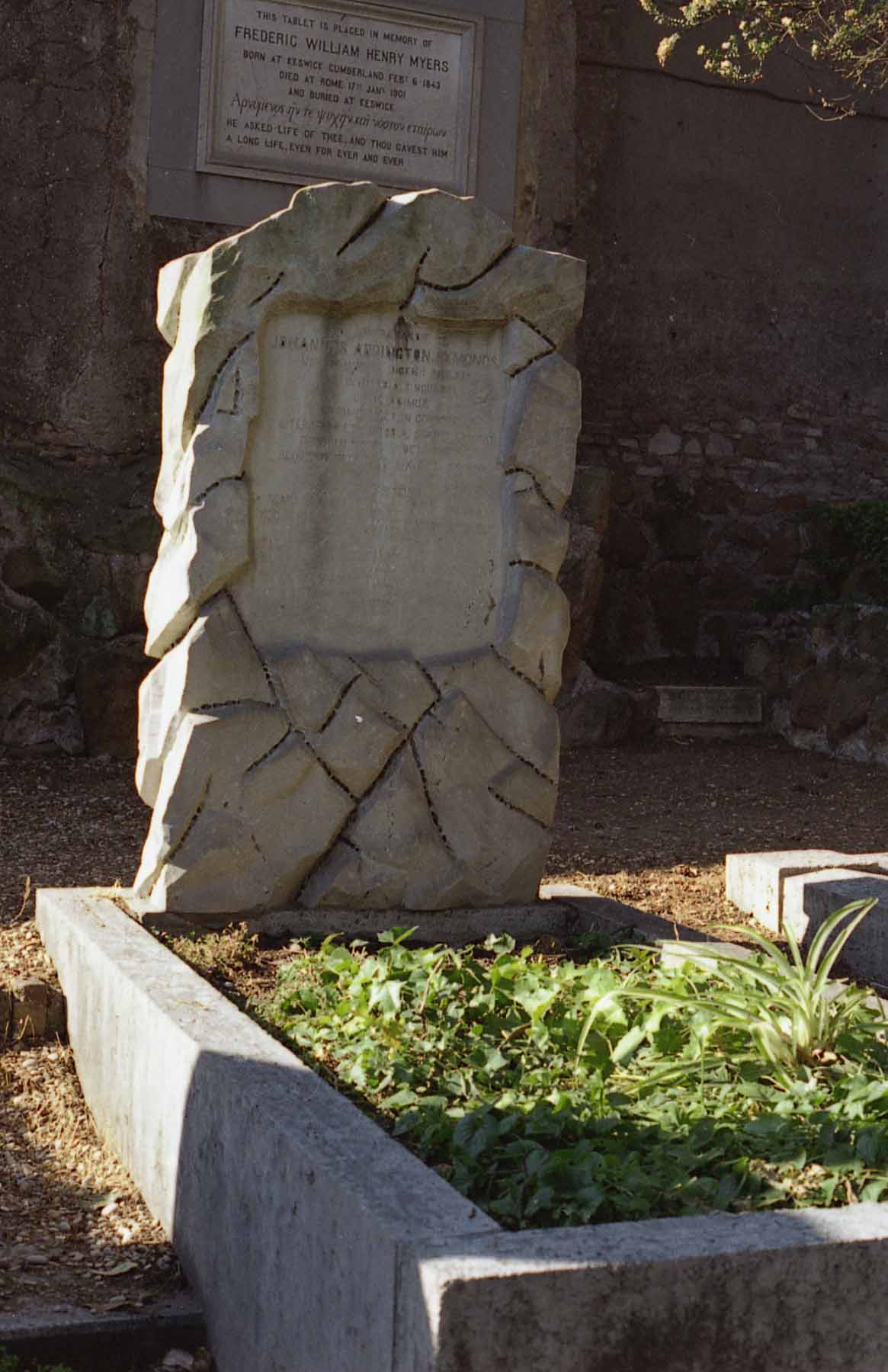
La tomba di John Addington Symonds, a Roma

- 1872. An introduction to the study of Dante
- 1873. Studies of the Greek poets
- 1874. Sketches and studies in Italy [and Greece]
- 1875. Renaissance in Italy (I): The age of the despots
- 1876. Studies of the Greek poets
- 1877. Renaissance in Italy (II): The revival of learning
- 1877. Renaissance in Italy (III): The fine arts
- 1878. The sonnets of Michael Angelo Buonarotti and Tommaso Campanella
- 1878. Many moods. A volume of verse
- 1878. Percy Bysshe Shelley
- 1880. New and old. A volume of verse
- 1881. Renaissance in Italy (IV & V): Italian literature, parts I & II.
- 1882. Animi figura (Sonetti).
- 1883. Italian byways.
- 1873, 1883 A problem in Greek ethics
- 1884. Fragilia labilia (Poesie)
- 1884. Wine, women, and song. Mediaeval latin students' songs (Traduzioni dal latino).
- 1884. Shakespeare's predecessors in the English drama
- 1884. Vagabunduli libellus (Sonetti).
- 1885. Miscellanies
- 1886. Sir Philip Sidney
- 1886. Renaissance in Italy (VI & VII): The Catholic reaction, parts I & II
- 1886. Ben Jonson
- 1888. The life of Benvenuto Cellini (Traduzione dall'italiano)
- 1890. The memoirs of Count Carlo Gozzi (Traduzione dall'italiano).
- 1890. Essays, speculative and suggestive
- 1891.  A problem in modern ethics
- 1892. Our life in the Swiss Highlands  (scritto con la figlia Margaret Symonds)
- 1893. The life of Michelangelo Buonarroti
- 1893. In the key of blue
- 1893. Walt Whitman. A study

### Postume
- 1895. Blank verse (a history of blank verse).
- 1895. Giovanni Boccaccio.
- 1896. Havelock Ellis, John Addington Symonds, Das konträre Geschlechtsgefühl, Leipzig.
- 1897. Havelock Ellis & John Addington Symonds, Sexual inversion, Wilson and Macmillan, London 1897. Ristampa: Arno Press, New York 1975. (Il caso personale di Symonds, il "caso XVIII", è online qui, in inglese).
- 1897. circa The Memoirs of John Addington Symonds. A cura di Phyllis Grosskurth (Hutchinson) (edite nel 1984. Tradotte in italiano come Voglie diverse, Frassinelli, Milano 1985.
- 1967-69 The letters of John Addington Symonds, 3 volumi a cura di Herbert M. Schueller e Robert L. Peters (Wayne State University Press).
- 1999. Ten unpublished letters by John Addington Symonds [to Edmund Gosse] at Duke University. Ed. John G. Younger. "The Victorian Newsletter", 95 (Spring 1999), pp. 1–10.